# The River Wild
The River Wild er en amerikansk thrillerfilm fra 1994 instrueret af Curtis Hanson og med Meryl Streep, Kevin Bacon, David Strathairn, John C. Reilly og Joseph Mazzello på rollelisten. Kevin Bacon og Meryl Streep blev begge nomineret til Golden Globe Awards for deres roller, desuden blev Meryl Streep nomineret til en Screen Actors Guild Award.

## Medvirkende
- Meryl Streep
- David Strathairn
- Stephanie Sawyer
- Joseph Mazzello
- Kevin Bacon
- Elizabeth Hoffman
- Victor Galloway
- John C. Reilly
- William Lucking
- Benjamin Bratt
- Diane Delano
- Thomas F. Duffy
- Paul Cantelon
- Glenn Morshower

## Ekstern henvisning
- The River Wild på Internet Movie Database (engelsk)
- The River Wild på Filmdatabasen
- The River Wild på Scope
- The River Wild i Svensk Filmdatabas (svensk)
- The River Wild på AlloCiné (fransk)
- The River Wild på MovieMeter (nederlandsk)
- The River Wild på AllMovie (engelsk)
- The River Wild hos American Film Institute (engelsk)
- The River Wild på Turner Classic Movies (engelsk)
- The River Wild på The Movie Database (engelsk)